# Friedhof Gunnista

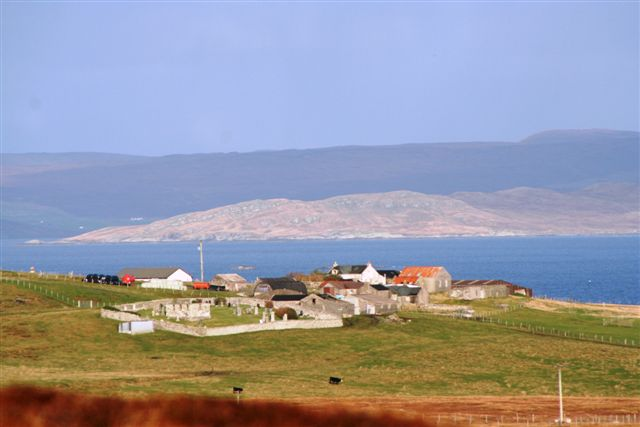
Blick auf Gunnista; der Friedhof liegt im Vordergrund vor dem Bauernhof

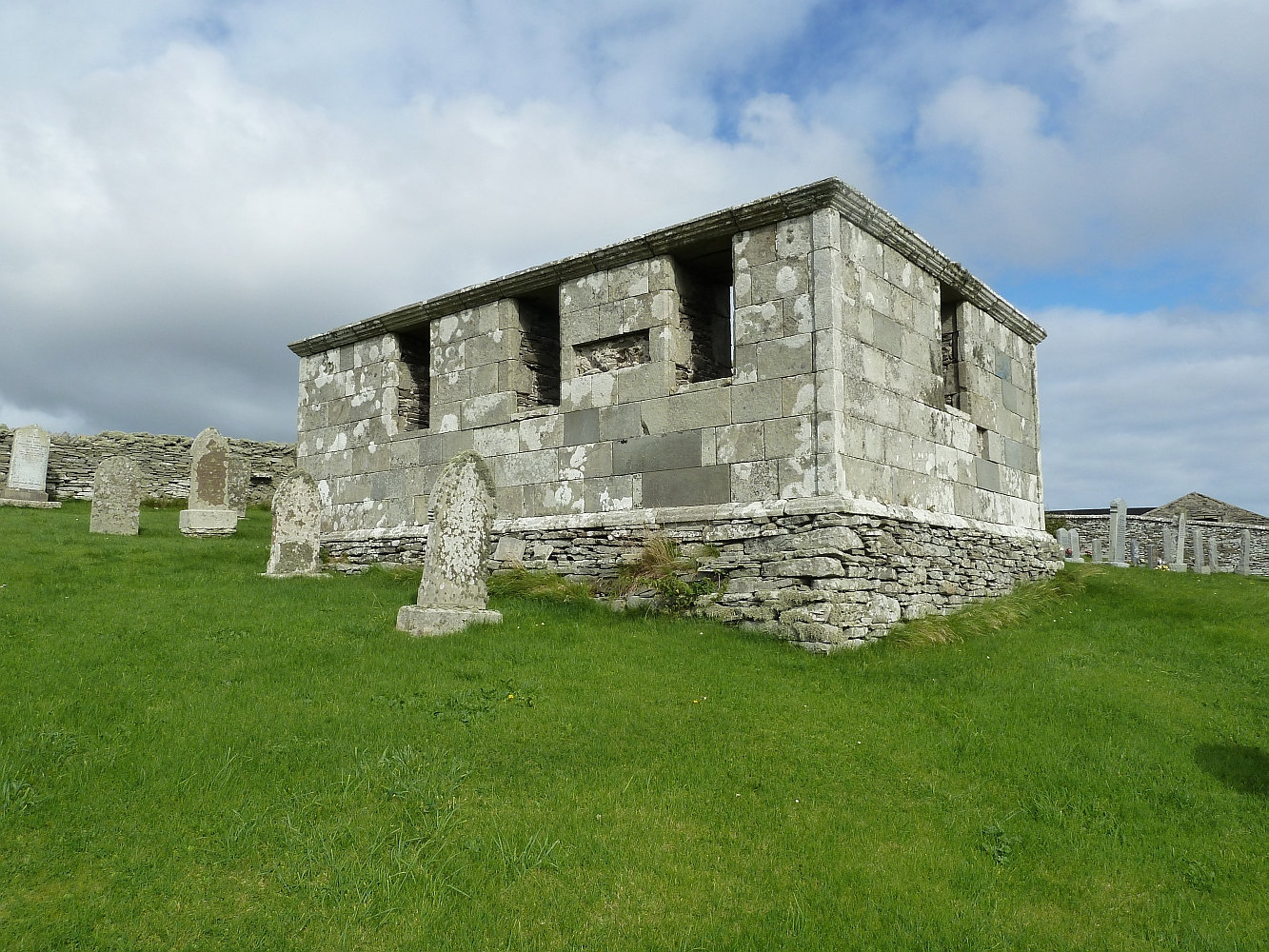
Henderson Mausoleum

Der Friedhof Gunnista (englisch: Gunnista Graveyard) ist ein Friedhof auf der schottischen Shetlandinsel Bressay. Er liegt in der kleinen Siedlung Gunnista im Nordosten der Insel. 1971 wurde der Friedhof Gunnista in die schottischen Denkmallisten in die Kategorie B aufgenommen.

## Geschichte
Bei dem Friedhof von Gunnista handelt es sich wahrscheinlich um die älteste bekannte Begräbnisstätte auf Bressay. Im Mittelalter befand sich an diesem Ort auch eine dem Heiligen Olaf geweihte Kirche, von der heute jedoch nur noch die Grundmauern einer Seitenwand lokalisiert werden können. Der Friedhof war im frühen 18. Jahrhundert noch in Verwendung. Bei dem im Süden der Umfriedung befindlichen Bauwerk handelt es sich um ein Mausoleum der Familie Henderson of Gardie, die in Gardie House im Westen der Insel lebten.

## Beschreibung
Ein Trockenmauerwerk aus Bruchstein umfasst das rechteckige Gelände. Teilweise schließt es mit halbrunden Deckplatten ab. Das aus dem 18. Jahrhundert stammende Mausoleum ist das auffälligste Bauwerk innerhalb der Umfriedungsmauer. Das längliche, einstöckige Gebäude ist in den Hang gebaut und weist drei vertikale Fensterachsen an den Seitenflächen und eine an den Stirnseiten auf. Architektonisch weist es klassizistische Motive auf. Das Mauerwerk besteht aus Sandsteinquadern, die auf einem Fundament aus Bruchstein ruhen. Die Eingangstür befindet sich mittig an der Westseite. Sie schließt mit einem Segmentbogen ab, in dessen Schlussstein ein Totenkopf mit gekreuzten Knochen graviert ist.